# Гердьо Кіш
Гердьо Кіш (угор. Gergő Kis, 19 січня 1988) — угорський плавець.
Учасник Олімпійських Ігор 2004, 2008, 2012, 2016 років.
Призер Чемпіонату світу з водних видів спорту 2011 року.
Чемпіон Європи з водних видів спорту 2008, 2012 років, призер 2010 року.
Призер Чемпіонату Європи з плавання на короткій воді 2007, 2008 років.